# Хазель (Баден)
Хазель (нем. Hasel) — община в Германии, в земле Баден-Вюртемберг.
Подчиняется административному округу Фрайбург. Входит в состав района Лёррах. Население составляет 1119 человек (на 31 декабря 2010 года). Занимает площадь 11,67 км².

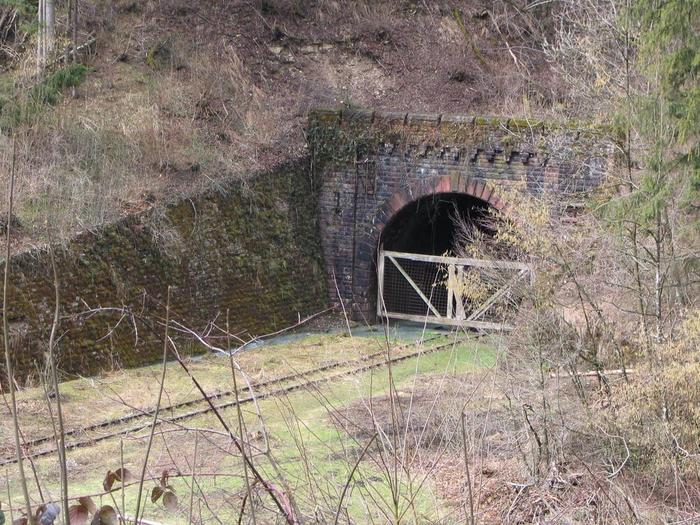
Хазель (Баден)